# Blije
Blije (en néerlandais : Blija) est un village de la commune néerlandaise de Noardeast-Fryslân, situé dans la province de Frise.

## Géographie
Le village est situé dans le nord de la Frise, près de la mer des Wadden, à 9 km à l'ouest de Dokkum.

## Histoire
Blije fait partie de la commune de Ferwerderadiel avant le 1er janvier 2019, où celle-ci est supprimée et fusionnée avec Dongeradeel et Kollumerland en Nieuwkruisland pour former la nouvelle commune de Noardeast-Fryslân.

## Démographie
Selon le recensement de 1744, le village comptait 472 habitants.
Le 1er janvier 2018, le village comptait 845 habitants.

## Personnalité
- Watze Cuperus (1891-1966), écrivain